# Nuvola di condensa

Un'arma nucleare subacquea da 21 kilotoni, ripresa da Baker nel corso dell'Operazione Crossroads, mostra una nuvola di Wilson

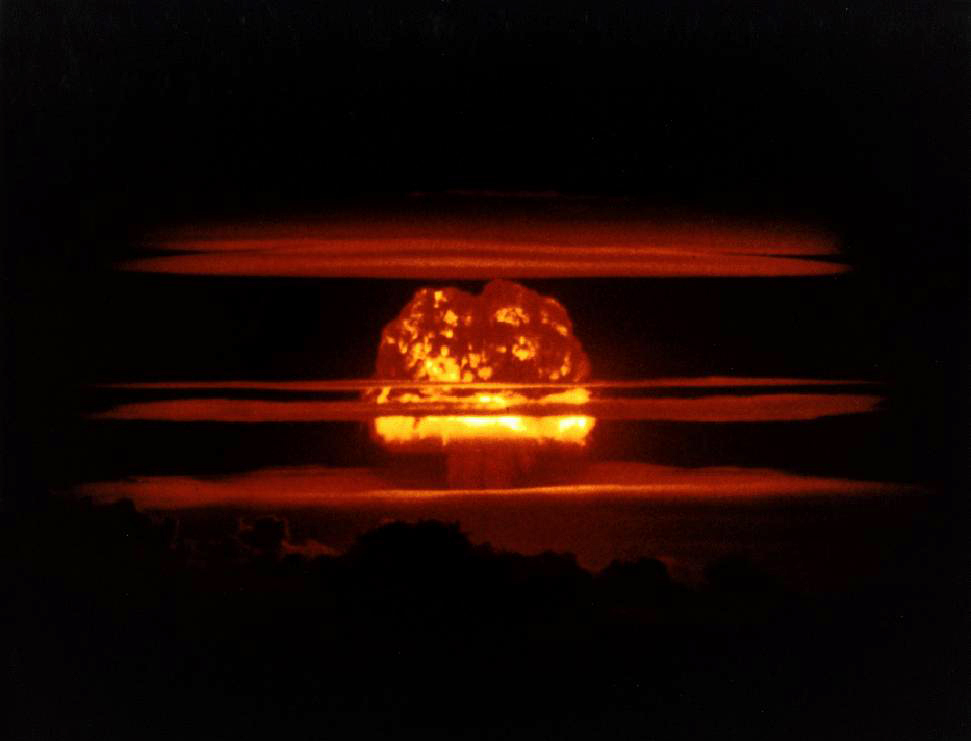
Nube a fungo con anelli di condensazione multipli durante il test di una bomba H da 6,9 Mt

Una nube di condensazione transitoria, chiamata anche nube di Wilson, è osservabile attorno a grandi esplosioni in aria umida.
Quando un'arma nucleare o un esplosivo ad alto raggio detona in aria sufficientemente umida, la "fase negativa" dell'onda d'urto provoca una rarefazione dell'aria circostante l'esplosione, ma non di quella contenuta al suo interno. L'aria rarefatta si raffredda temporaneamente, provocando la condensazione di una parte del vapore acqueo in essa contenuto. Quando la pressione e la temperatura tornano alla normalità, la nube di Wilson si dissipa. 

## Meccanismo
Poiché il calore non abbandona la massa d'aria interessata, la variazione di pressione che segue una detonazione è adiabatica, con una conseguente variazione di temperatura. Nell'aria umida, il calo di temperatura nella parte più rarefatta dell'onda d'urto può portare la temperatura dell'aria al di sotto del punto di rugiada, al quale l'umidità si condensa formando una nuvola visibile di microscopiche goccioline d'acqua. Poiché l'effetto di pressione dell'onda è ridotto dalla sua espansione (lo stesso effetto di pressione si distribuisce su un raggio maggiore), anche l'effetto del vapore ha un raggio limitato. Tale vapore può essere osservato anche nelle regioni a bassa pressione durante le manovre subsoniche ad alta gravità degli aerei in condizioni di umidità.

## Camere a nebbia
Il termine "nuvola di Wilson" è un'analogia basata sui principi operativi della camera a nebbia di Wilson, un rilevatore di particelle inventato dal fisico scozzese Charles Thomson Rees Wilson all'inizio del XX secolo.
"Il risultato fu la formazione di una vasta zona di nebbia, chiamata nube di condensazione. Alcuni la chiamavano 'nube di Wilson', in onore di CTR Wilson, che cinquant'anni fa fu pioniere nello studio della nebbia e della pioggia e condusse migliaia di esperimenti in cui le nebbie venivano prodotte dall'improvvisa espansione del vapore saturo."

Nella camera di Wilson, una rapida espansione adiabatica di aria sovrasatura provoca un raffreddamento, portando alla condensazione del vapore. Se attraversata da radiazione ionizzante, gli ioni creati agiscono da nuclei di condensazione, rendendo visibile la traiettoria della particella. Analogamente, l'onda d'urto di un'esplosione, dopo una compressione iniziale, causa una rapida rarefazione (espansione) dell'aria, inducendo un raffreddamento adiabatico. Se l'aria è umida, questo raffreddamento può far condensare il vapore acqueo in una nuvola visibile.
Quindi, entrambi i fenomeni – la camera di Wilson e la nube da esplosione – si basano su una rapida espansione adiabatica che causa raffreddamento e condensazione visibile del vapore. Sebbene i meccanismi di nucleazione (ioni per tracce specifiche vs. aerosol preesistenti per la nube di massa) e le scale differiscano, il principio fisico condiviso della condensazione indotta da raffreddamento improvviso è la base per la loro associazione.

## Evento

### test sulle armi nucleari
Gli scienziati che osservarono i test nucleari dell'Operazione Crossroads (1946, Atollo di Bikini) battezzarono la nube transitoria 'nube di Wilson'. Questo nome derivava dal fatto che l'effetto di pressione che la genera è analogo a quello impiegato nella camera a nebbia di Wilson, dove la condensazione visualizza le tracce di particelle cariche. Successivamente, gli analisti dei test nucleari adottarono il termine più generale 'nube di condensazione'.
L'aspetto delle nubi di Wilson è determinato dalla forma dell'onda d'urto (influenzata dalle diverse velocità dell'aria a varie altitudini) e dalle condizioni di temperatura e umidità degli strati atmosferici. Durante i test nucleari, si osservano spesso anelli di condensazione attorno o sopra la palla di fuoco; questi possono stabilizzarsi e circondare il fusto della nube a fungo in crescita. La durata di tali nubi può essere ridotta dalla radiazione termica della palla di fuoco, che, riscaldandole, fa evaporare le goccioline d'acqua.

### Esplosioni non nucleari

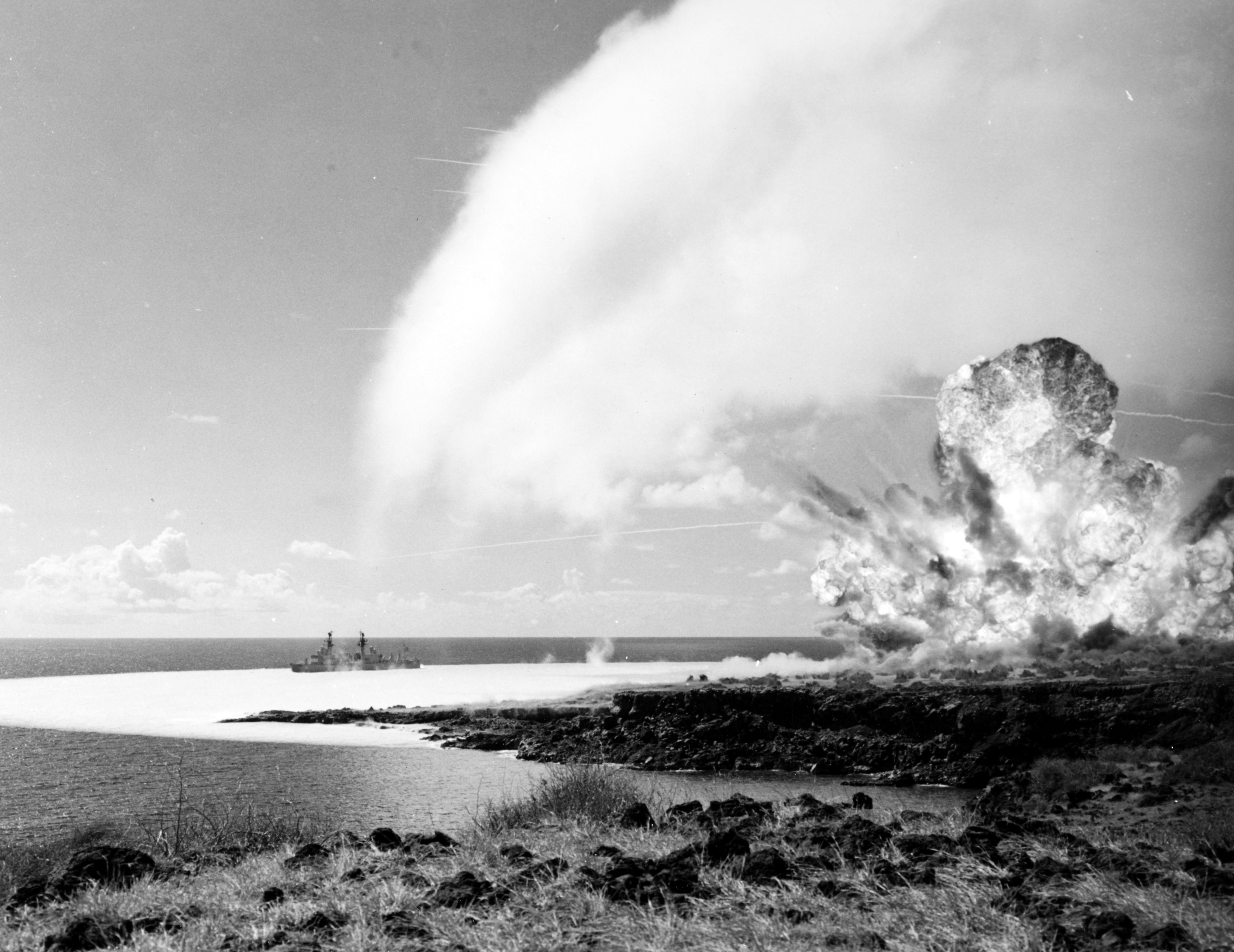
500 tonnellate di TNT sono esplose durante l'operazione Sailor Hat, mostrando una nuvola di Wilson

Qualsiasi esplosione sufficientemente grande, come quella causata da una grande quantità di esplosivi convenzionali o da un'eruzione vulcanica, può creare una nube di condensazione, come si è visto nell'operazione Sailor Hat o nell'esplosione di Beirut del 2020, dove una nube di Wilson molto grande si è espansa verso l'esterno dall'esplosione.

### Aerei e razzi
Lo stesso tipo di nube di condensazione si osserva talvolta sopra le ali degli aerei in un'atmosfera umida. Nella parte superiore di un'ala si verifica una riduzione della pressione dell'aria come parte del processo di generazione della portanza. Questa riduzione della pressione dell'aria provoca un raffreddamento e la condensazione del vapore acqueo. Di conseguenza si formano piccole nubi transitorie. Un altro esempio di nube di condensazione è il cono di vapore di un aereo transonico o di un razzo in fase di ascesa.

## Esplosioni atomiche sottomarine
In seguito a un'esplosione atomica subacquea poco profonda, un'onda d'urto iniziale si propaga verso l'esterno. Come descritto nelle osservazioni del Test Baker presso l'atollo di Bikini, una volta passata questa onda d'urto, può formarsi una caratteristica "nube a forma di cupola di goccioline d'acqua condensata". Questo fenomeno è, in effetti, una vera e propria nube di Wilson. Appare per pochi secondi ed è il risultato della rapida espansione e del raffreddamento dell'aria dietro il fronte d'urto, che provoca la condensazione del vapore acqueo ambientale.

### Relazione con altre formazioni nuvolose
Questa nube di Wilson iniziale è diversa dalle strutture più grandi e persistenti che si formano in seguito, come la " nube di cavolfiore " e l'onda di base, che sono composte da acqua, spruzzi e particelle radioattive provenienti dall'esplosione. Tuttavia, anche i processi di condensazione possono contribuire alle caratteristiche visibili di queste nubi in fase avanzata. La nube a fungo primaria di un'esplosione d'aria è formata dalla colonna ascendente di gas caldo e compresso e detriti della bomba, piuttosto che essere principalmente un fenomeno di condensazione come la nube di Wilson.